# バドゥ・ジャック
バドゥ・ジャック（Badou Jack 、男性、1983年10月31日 - ）は、スウェーデンのプロボクサー。ストックホルム県ストックホルム出身。アラブ首長国連邦在住。現WBC世界クルーザー級王者。元WBA世界ライトヘビー級王者。元WBC世界スーパーミドル級王者。世界3階級制覇王者。

## 来歴
ガンビア人の父親とスウェーデン人の母親の間に生まれた。

### アマチュア時代
18歳でボクシングを始めた。
2006年、ヨーロッパ選手権にミドル級（75kg）で出場するが2回戦でオレクサンドル・ウシクに敗退。
2007年、アメリカのシカゴで開催された世界選手権にライトヘビー級(81kg)で出場するが1回戦で敗退。
2008年、ガンビア代表として北京オリンピックにミドル級（75kg）で出場するが1回戦でビジェンデル・シンに敗退。
アマチュア時代の戦績は150勝25敗。

### プロ時代
2009年6月6日、スウェーデンでプロデビューを果たし4回判定勝ち。
2010年9月10日、プロ5戦目でアリアクサンダー・パルヤナウと対戦し3回TKO勝ち。ジャックはこの試合を最後に母国を離れ、アメリカに活動拠点を移した。
2013年9月12日、MGMグランド内MGM・コンフェンスセンター・プレミアム・ボールルームで、NABF北米スーパーミドル級王者マルコ・アントニオ・ペリバンと対戦し、12回0-1(2者が95-95、94-96)の引き分けに終わった。
2014年2月28日、デレック・エドワーズと対戦し、プロ初黒星となる初回1分2秒TKO負けを喫した。
2015年4月24日、シカゴのUICパビリオンでWBC世界スーパーミドル級王者アンソニー・ディレルに挑戦。手数の多さでディレルを翻弄し、12回2-0(114-114、116-112、115-113)の判定勝ちで不利の下馬評を覆し王座獲得に成功した。
2015年9月12日、MGMグランド・ガーデン・アリーナでフロイド・メイウェザー・ジュニア対アンドレ・ベルトの前座でWBC世界スーパーミドル級1位のジョージ・グローブスと対戦し、12回2-1（115-112、116-111、113-114）の判定勝ちを収め、初防衛に成功した。
2016年4月30日、ワシントンD.C.のDCアーモリーでフリオ・セサール・チャベス・ジュニアと対戦予定だったが、チャベスが左足の踵を負傷したため中止になり、代役として元IBF世界スーパーミドル級王者でWBC世界スーパーミドル級8位のルシアン・ブーテと対戦し、12回1-0（2者が114-114、117-111）の判定で引き分けに終わったが2度目の防衛に成功した。試合後ジャックが明確に勝っていたとする批判が多く上がった。その後ブーテの尿サンプルから禁止薬物オスタリンの陽性反応が出たことで、試合を管轄したワシントンDCボクシング&レスリングコミッションにより試合結果が引き分けからブーテのドーピングによる失格負けへ変更された。
2017年1月14日、ニューヨーク市のバークレイズ・センターでIBF世界スーパーミドル級王者のジェームス・デゲールと王座統一戦を行い、12回0-1（112-114、113-113×2）の判定で引き分けた為WBC王座の3度目の防衛に成功したものの、IBF王座の獲得に失敗し2団体王座統一とはならなかった。この試合でジャックは70万ドル(約8千万円)、デゲールは75万ドル(約8600万円)のファイトマネーを稼いだ。
2017年1月18日、ライトヘビー級に転向する為にWBC世界スーパーミドル級王座を返上した。
2017年8月26日、T-モバイル・アリーナにてフロイド・メイウェザー・ジュニアVSコナー・マクレガーの前座でWBA世界ライトヘビー級レギュラー王者のネイサン・クレバリーに挑戦し、5回2分47秒TKO勝ちを収め2階級制覇を果たした。
2017年9月14日、WBAはWBA世界ライトヘビー級レギュラー王者のバドゥ・ジャックとWBA世界ライトヘビー級暫定王者のディミトリー・ビボルに対し、同月25日にWBA本部で団体内王座統一戦の入札を行うと発表した。
2017年9月21日、WBA世界ライトヘビー級スーパー王者のアンドレ・ウォードが現役引退を表明したため、レギュラー王者のバドゥ・ジャックは正規王者に認定した。しかしその2日後の同年9月23日にジャックがWBA王座を返上したため、同月25日にWBA本部で行われる予定だった暫定王者ビボルとの王座統一戦の入札は中止となった。
2018年5月19日、トロントのエア・カナダ・センターにて、WBC世界ライトヘビー級王者アドニス・ステベンソンと対戦し、12回1-0（114-114×2、115-113）の判定で引き分けに終わり王座返り咲きに失敗した。
2019年1月19日、MGMグランド・ガーデン・アリーナにてマニー・パッキャオVSエイドリアン・ブローナーの前座で、WBA世界ライトヘビー級2位のマーカス・ブラウンとWBA世界ライトヘビー級暫定王座決定戦で対戦し、12回0-3（110-117、111-116、108-119）の判定負けで暫定での王座返り咲きに失敗した。
2019年12月28日、アトランタのステートファーム・アリーナでWBA世界ライトヘビー級レギュラー王者のジャン・パスカルに挑戦し、12回1-2（112-114×2、114-112）の判定負けを喫し王座返り咲きに失敗した。
2021年10月、フロイド・メイウェザー・ジュニアのメイウェザー・プロモーションズから離脱し、リチャード・シェイファーが設立した新興プロモート会社プロベラムと契約を交わした。
2023年2月26日、サウジアラビア・ディルイーヤのディルイーヤ・アリーナにてジェイク・ポール対トミー・フューリーの前座でWBC世界クルーザー級王者イルンガ・マカブに挑戦し、12回54秒TKO勝ちを収め王座獲得に成功。世界3階級制覇を果たした。
2023年6月3日、プロベラムから離脱しサウジアラビアの新興ボクシングプロモーション会社スキル・チャレンジ・プロモーションズと契約したことを発表した。
2023年11月、ジャックはブリッジャー級転向を表明し、ジャックが保持していたクルーザー級王座について長期間防衛戦が組まれなかったことから、WBCはジャックを休養王座に認定したことを発表した。
2024年12月11日、WBC世界クルーザー級王者ノエル・ゲボールのドン・キングとの自身の契約をめぐる法廷闘争の影響による休養王座認定に伴い、WBCは同じく休養王座に認定していたジャックを同日付で1年1ヶ月ぶりに正規王座に復帰し、同時にゲボールとの対戦が持ち上がるも何らかの事情で何度も試合が流れたWBC世界同級1位のライアン・ロジッキーとの対戦を指令した。しかし最終的な合意に至らず2025年2月5日に興行権の入札が行われ、ジャック擁するスキル・チャレンジ・プロモーションズは入札に参加せず、ロジッキー擁するスリー・ライオンズ・プロモーションズが単独で興行権を落札したが、この対戦は結局実現しなかった。
2025年5月3日、サウジアラビア・リヤドのANBアリーナにてサウル・アルバレス対ウィリアム・スクールの前座でWBC世界クルーザー級休養王者のノエル・ゲボールと対戦し、12回2-0（114-114、115-113×2）の判定勝ちを収め初防衛に成功した。

## 獲得タイトル
- WBC世界スーパーミドル級王座（防衛3=返上）
- WBA世界ライトヘビー級レギュラー王座（防衛0=正規王座に認定）
- WBA世界ライトヘビー級王座（防衛0=返上）
- WBC世界クルーザー級王座（防衛0=休養王座に認定）
- WBC世界クルーザー級休養王座（防衛0=正規王座に復帰）
- WBC世界クルーザー級王座（2期目:防衛1）